# Хилсборо (Алабама)
Хилсборо (енгл. Hillsboro) град је у америчкој савезној држави Алабама. По попису становништва из 2010. у њему је живело 552 становника.

## Демографија
Према попису становништва из 2010. у граду је живело 552 становника, што је 56 (9,2%) становника мање него 2000. године.
| Група             | 2000.       | 2010.       |
| Белци             | 84 (13,8%)  | 78 (14,1%)  |
| Афроамериканци    | 500 (82,2%) | 442 (80,1%) |
| Азијати           | 0 (0,0%)    | 1 (0,2%)    |
| Хиспаноамериканци | 6 (1,0%)    | 9 (1,6%)    |
| Укупно            | 608         | 552         |